# حوض هييتالهتي لبناء السفن

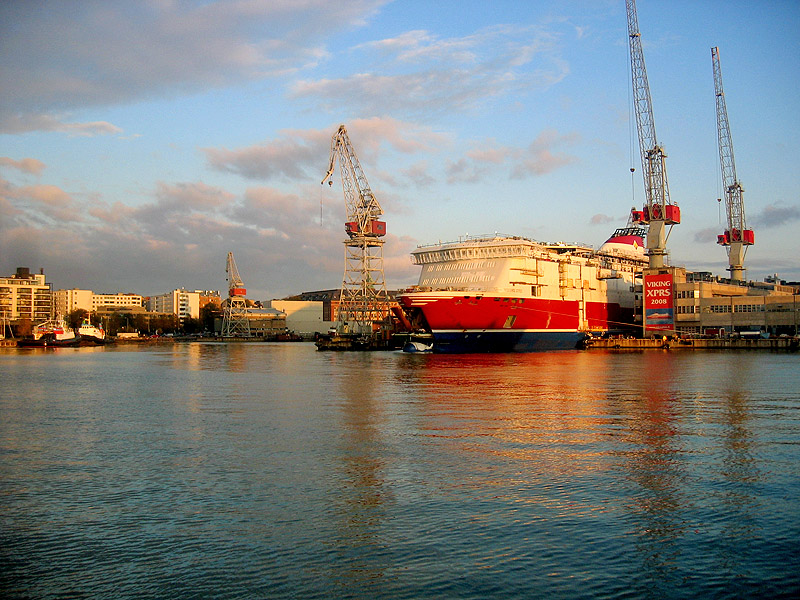
تحت البناء بحوض هييتالهتي في أكتوبر 2007.

حوض هييتالهتي لبناء السفن (بالفنلندية: Hietalahden telakka) حوض بناء سفن في حي هييتالهتي بوسط هلسنكي، فنلندا.
تأسس في عام 1865 وسلم السفينة الأولى في عام 1868. شيدت أيضاً عربات ترام تجرها الخيول وعربات السكك الحديدية. اشترت فارتسيلا الشركة الأم كوني يا سيلتا في سنة 1930، في صفقة شملت أيضاً حوض كريكتون فولكان لبناء السفن في توركو. في عام 1965 تم تغيير اسمه إلى فارتسيلا هلسنكي لبناء السفن.
بعد إفلاس فارتسيلا البحرية في عام 1989 شغلت شركة ماسا ياردس المشـَكلة حديثاً الحوض، اشترته مجموعة كفيرنير النرويجية في منتصف التسعينات والمعروفة باسم ماسا كفيرنير ياردس. في عام 2005 اندمجت مع شركة بناء السفن فينياردس في راوما وأعيدت تسميته إلى أكرياردس في عام 2006. في عام 2008 استحوذت شركة إس تي إكس يوروب على أكرياردس.
الآن، يتم تشغيله بواسطة أركتك هلسنكي لبناء السفن، وهي مشروع مشترك بين إس تي إكس فنلند كروز شركة يونايتد لبناء السفن.